# Alexandre de Bardis
Pour les articles homonymes, voir Bardis.
Alexandre de Bardi francisé en Alexandre de Bardis (mort à Castelnaudary le 2 septembre 1591) est un ecclésiastique italien qui fut évêque de Saint-Papoul de 1567 à 1591.

## Biographie
Alexandre de Bardi est d'origine florentine. Nommé évêque en 1567 et consacré par le cardinal Benedetto Lomellini, il assiste en 1571 au sacre de la reine Élisabeth d'Autriche, l'épouse du roi Charles IX de France. Il participe aux états généraux de 1576-1577 et de 1588 ainsi qu'à un concile provincial à Toulouse en 1590.
Il meurt l'année suivante à Castelnaudary. Le siège épiscopal reste ensuite vacant pendant une dizaine d'années jusqu'à la nomination de Jean Raymond.